# Анді Тімо
Анді Тімо (фр. Andy Timo) — французький регбіст, олімпійський чемпіон. 
Золоту олімпійську медаль та звання олімпійського чемпіона Тімо виборов на Паризькій олімпіаді 2024 року в складі збірної Франції з регбі-7.